# هيبوكاريس راديكاتا

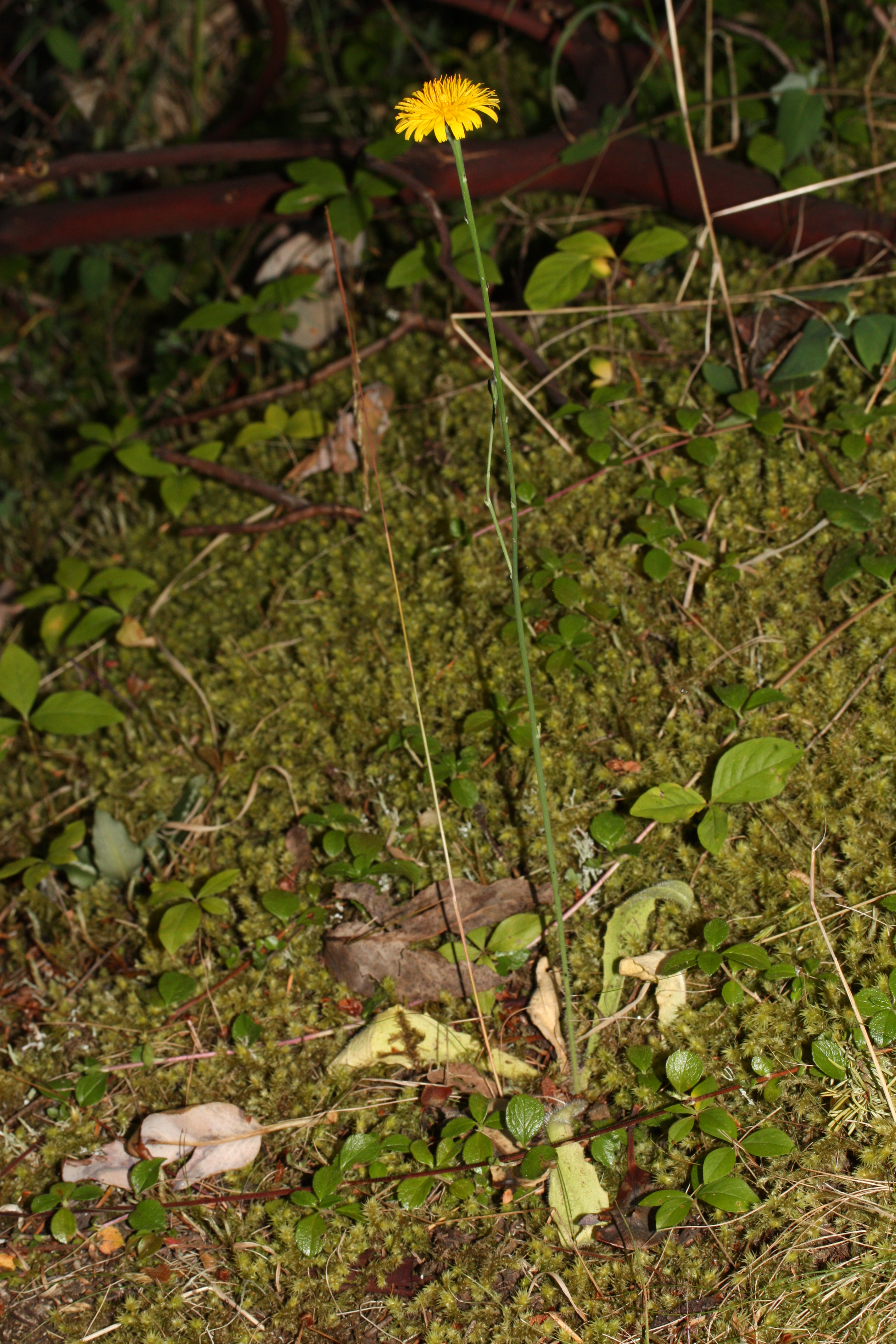
هيبوكاريس راديكاتا

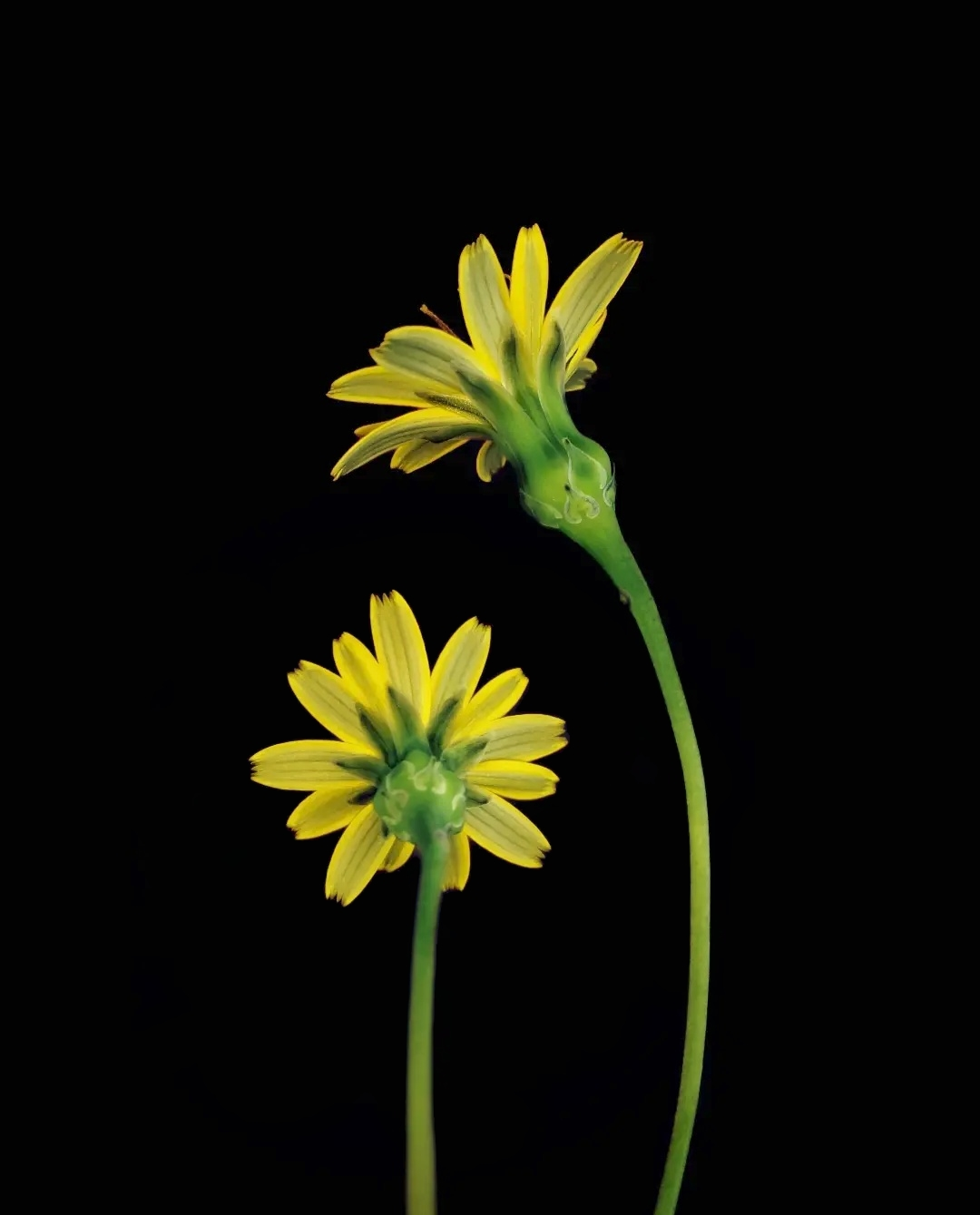
زهور هيبوكاريس راديكاتا الصفراء

هيبوكاريس راديكاتا Hypochaeris radicata- تُعرف أيضًا باسم عشبة مسطحة،  أو أذن القط،، أو أذن القط المشعرة، أو الهندباء الكاذبة، أو عشبة الرأس الأسترالية، أو الهندباء الكاليفورنية، أو الكاتسير، أو الضفدع الصغير، أو أذن القطة الخشنة، تنتمي إلى عائلة النجميات، وهي عشبة معمرة صالحة للأكل منخفضة الارتفاع، يبلغ ارتفاعها من 15 إلى 80سم،جزرها لحمي وسيقانها عارية في الغالب، توجد غالبًا في المروج. موطن النبات الأصلي هو أوروبا، ولكن تم إدخاله أيضًا إلى الأمريكتين، واليابان، وأستراليا، ونيوزيلندا، حيث يمكن أن يكون عشبًا مجتاحًا. لقد تم إدراجه بوصفه عشب ضار في ولاية واشنطن في شمال غرب الولايات المتحدة.

## علم النبات
الأوراق، قد تنمو حتى ثماني بوصات يبلغ طول كل واحدة منها حوالي (20 سم)، وعرضها من 20 إلى 40 مم، حوافها مسننة، متموجة إلى ريشية،وهي مفصصة ومغطاة بشعر خشن، وتشكل وردة منخفضة حول الجذر الرئيسي المركزي. تحمل السيقان المتشعبة رؤوس زهور صفراء زاهية، وعندما تنضج تشكل بذورًا متصلة بـ "مظلات" محمولة بالرياح. تفرز جميع أجزاء النبات عصارة حليبية عند قطعها.
تنمو أذن القط بسهولة في مغظم أنواع التربة، وتتحمل العديد من الظروف المناخية الصعبة، إلا أنها لا توجد عادة في الأراضي الرطبة. والنبات ينتج العديد من البذور، وكل بذرة منها يمكن أن تصبح نباتًا ناضجاً في غضون شهرين، وهي بالإضافة إلى كونها نباتًا مجتاحًا في بعض المناطق، فهي أيضًا تقوم بزراعة نفسها بنفسها.

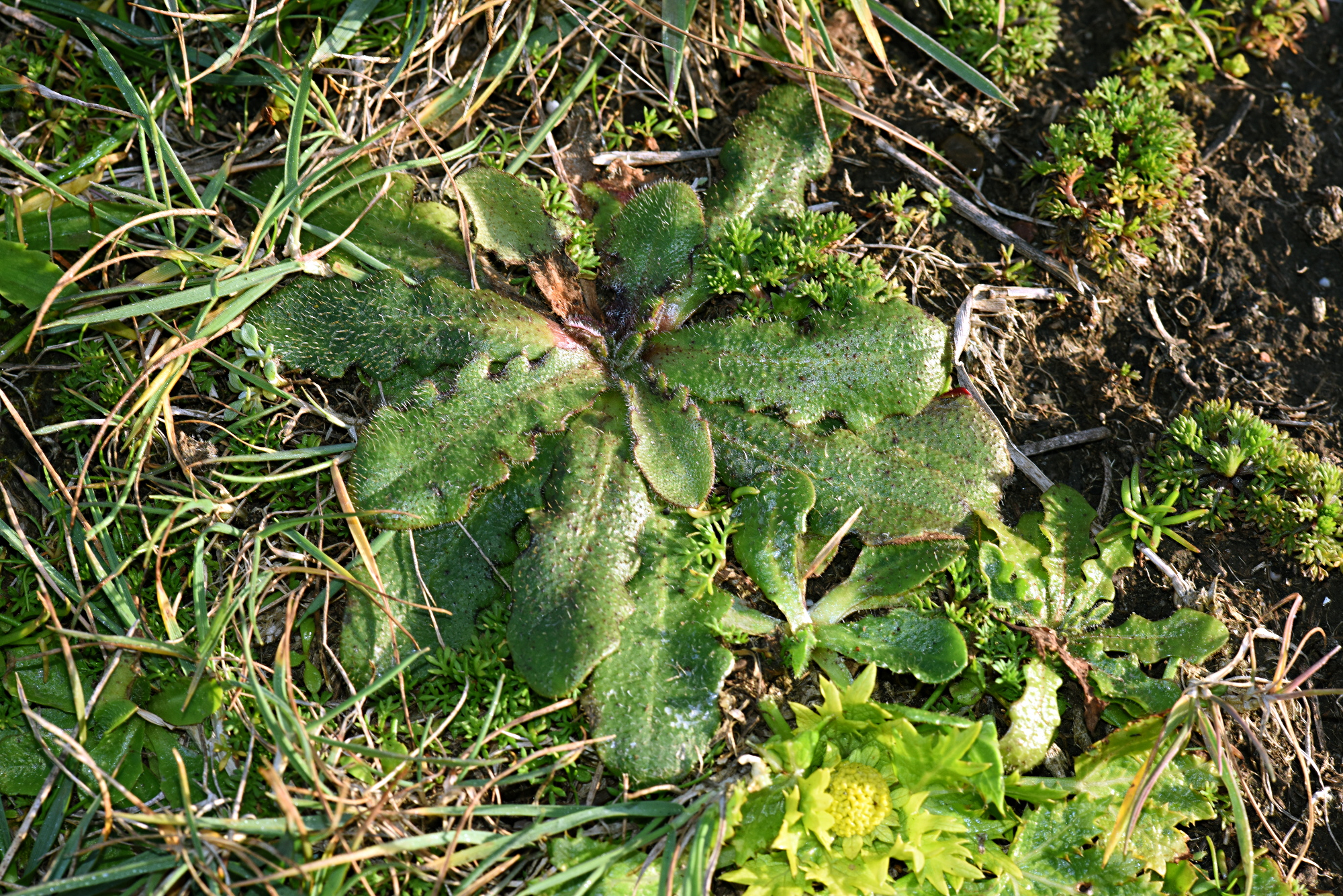
يتميز نبات هيبوكاريس راديكاتا بوجود وريدات قاعدية من أوراق مفصصة ذات شعر ناعم

تستخدم أنواع هيبوكاريس بوصفها نباتات غذائية من قبل يرقات بعض أنواع حرشفيات الأجنحة بما في ذلك عثة القرش.

## أصل الكلمة والاختلافات عن الهندباء
اسمها مشتق من الكلمة اليونانية ὑπό "تحت" و χοῖρος "خنزير صغير".
وفي اللغة الإنجليزية، كلمة catsear مشتقة من كلمة cat's ear ، وتشير إلى الشكل والشعر الناعم على الأوراق الذي يشبه أذن القطة.
يُعرف نبات الكاتسير أيضًا باسم الهندباء الكاذبة، لأنه غالبًا ما يتم الخلط بينه وبين الهندباء الحقيقية. حيث تحمل النباتات أزهارًا مماثلة تشكل بذورًا تحملها الرياح. ومع ذلك، فإن سيقان زهور القط تكون متشعبة وصلبة، في حين أن نباتات الهندباء تمتلك سيقانًا غير متشعبة مجوفة. كما أن كلا النباتين لديهما وريدات من الأوراق وجذر رئيسي مركزي. أوراق الهندباء لها مظهر متعرج، في حين أن أوراق الكاتسير تكون على شكل فصوص وأكثر شعرًا. النباتات ، في كلا الصنفين، لها استخدامات مماثلة.

## الاستخدامات المطبخية
جميع أجزاء نبات الهيبوكاريس صالحة للأكل، ومع ذلك، فإن الأوراق والجذور هي الأجزاء التي يتم حصادها في أغلب الأحيان. فالأوراق لها طعم معتدل ويمكن تناولها نيئة في السلطات، أو مطبوخة على البخار، أو استخدامها في الأطعمة المقلية. وينصح البعض بخلطها مع خضروات أخرى. يمكن أن تصبح الأوراق القديمة صلبة وليفية، في حين أن الأوراق الأصغر سناً تكون صالحة للاستهلاك. وعلى النقيض من أوراق الهندباء الصالحة للأكل، فإن أوراق نبات القط نادرًا ما تحتوي على بعض المرارة. في جزيرة كريت باليونان، أوراق متنوعة تسمى παχιές أو αγριοράδικα تؤكل مسلوقة أو مطهوة على البخار.
يمكن تحميص الجذر وطحنه للحصول على بديل للقهوة.

## سمية
تم الاشتباه في أن هذا النوع من النباتات يسبب تشنج العضلات عند الخيول إذا تم استهلاكه بكميات زائدة. وعلى الرغم من ذلك فإن براعمها تؤكل في كثير من الأحيان من قبل الحيوانات البرية والمنزلية.

## معرض صور

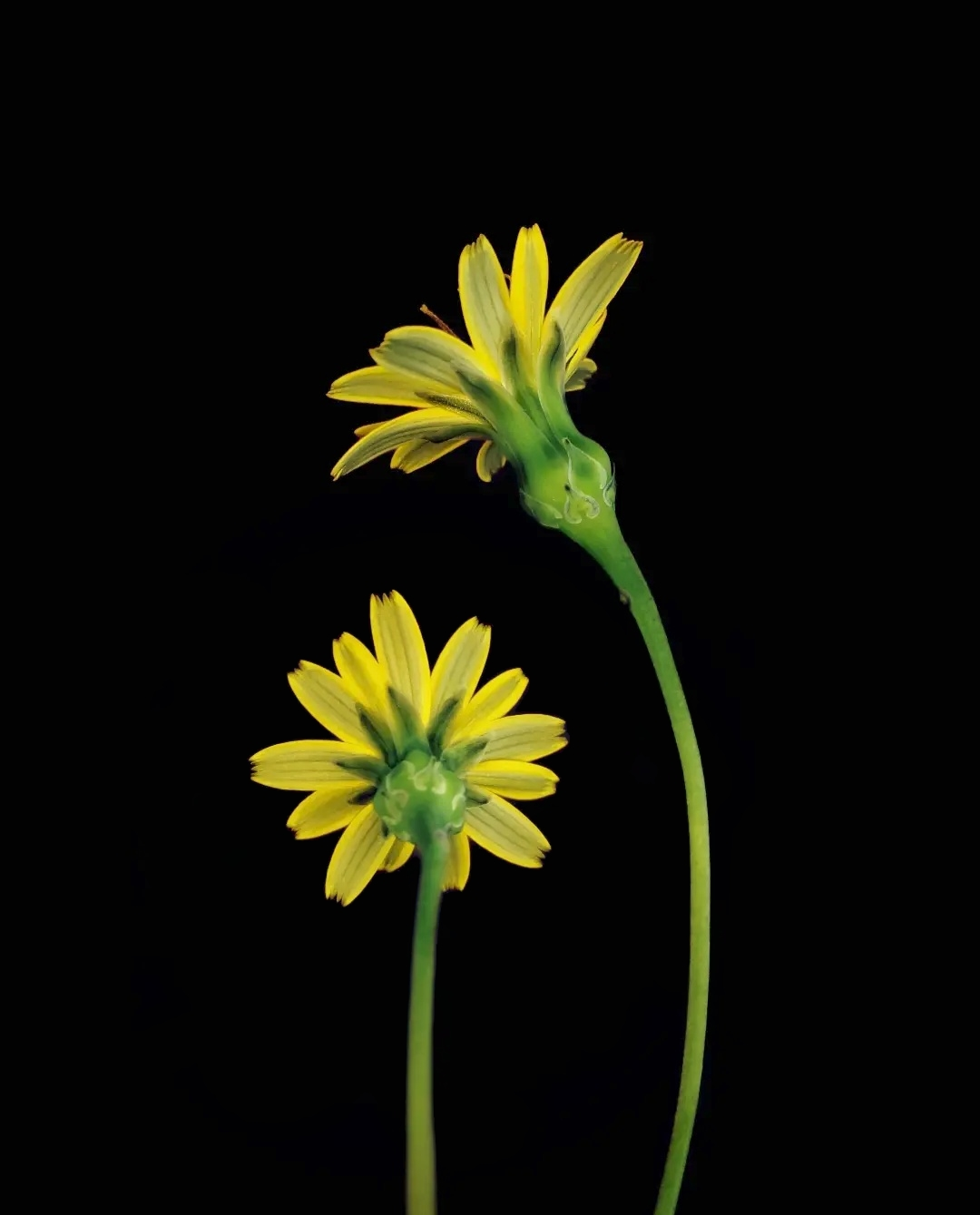
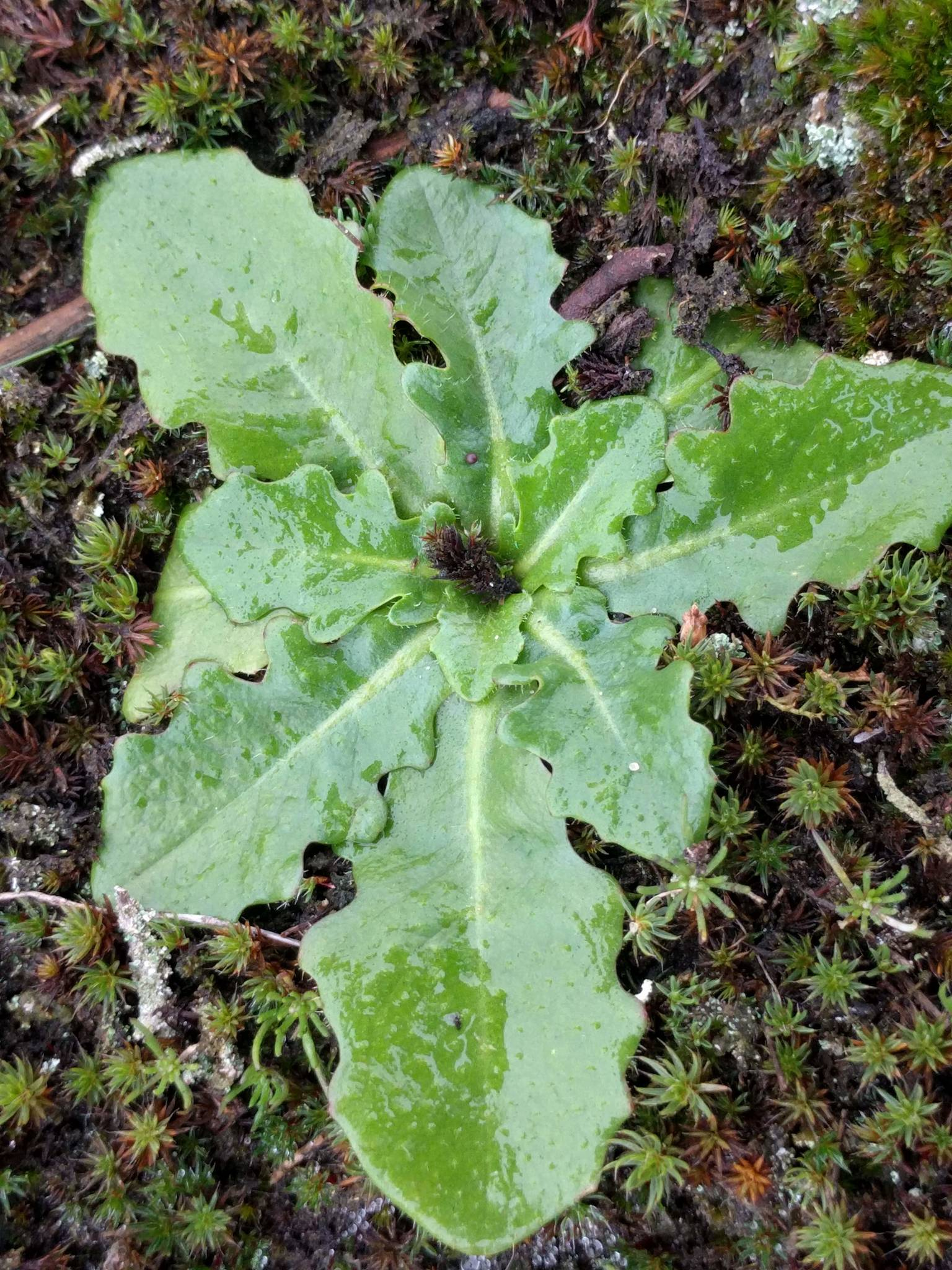
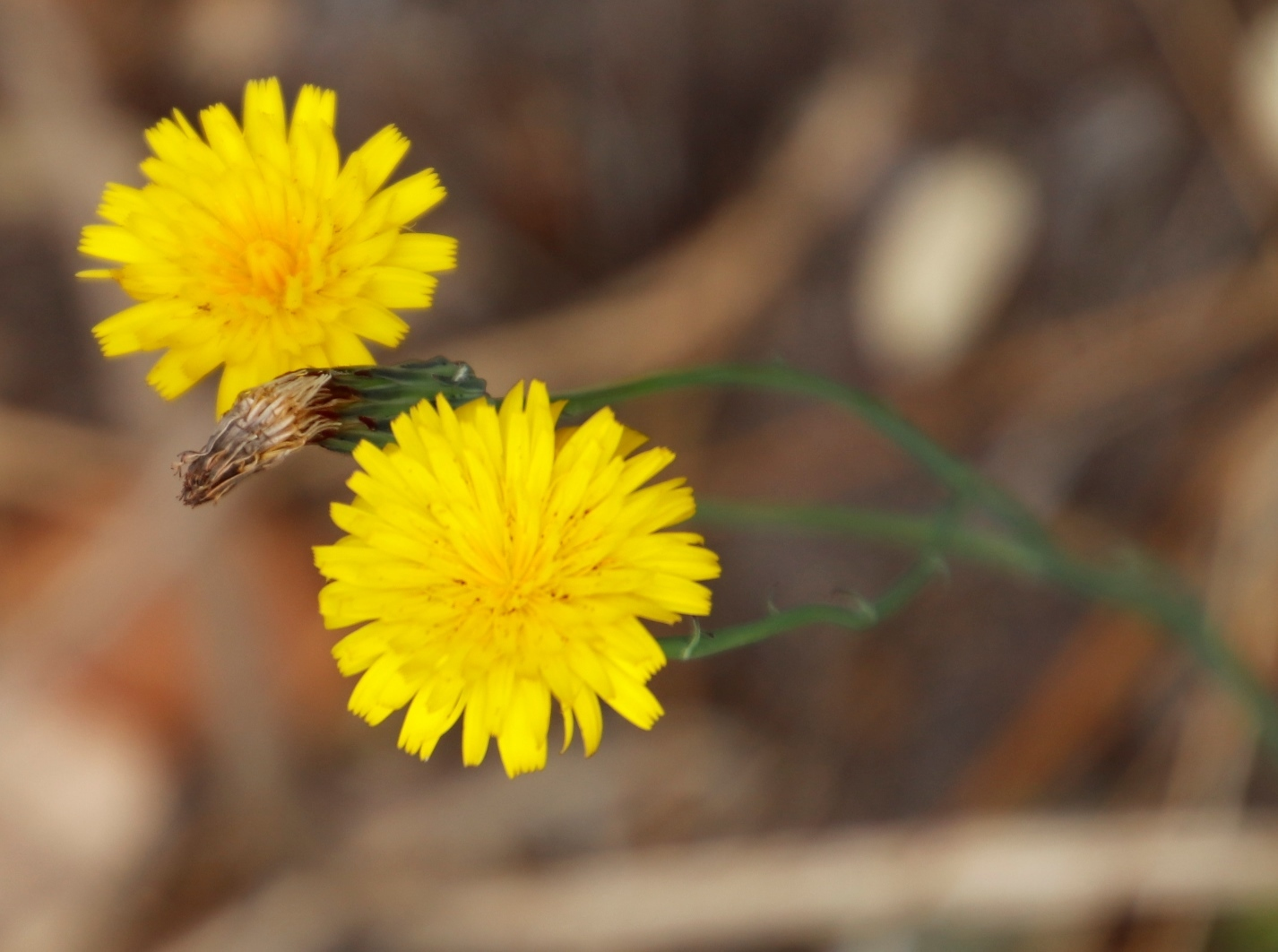
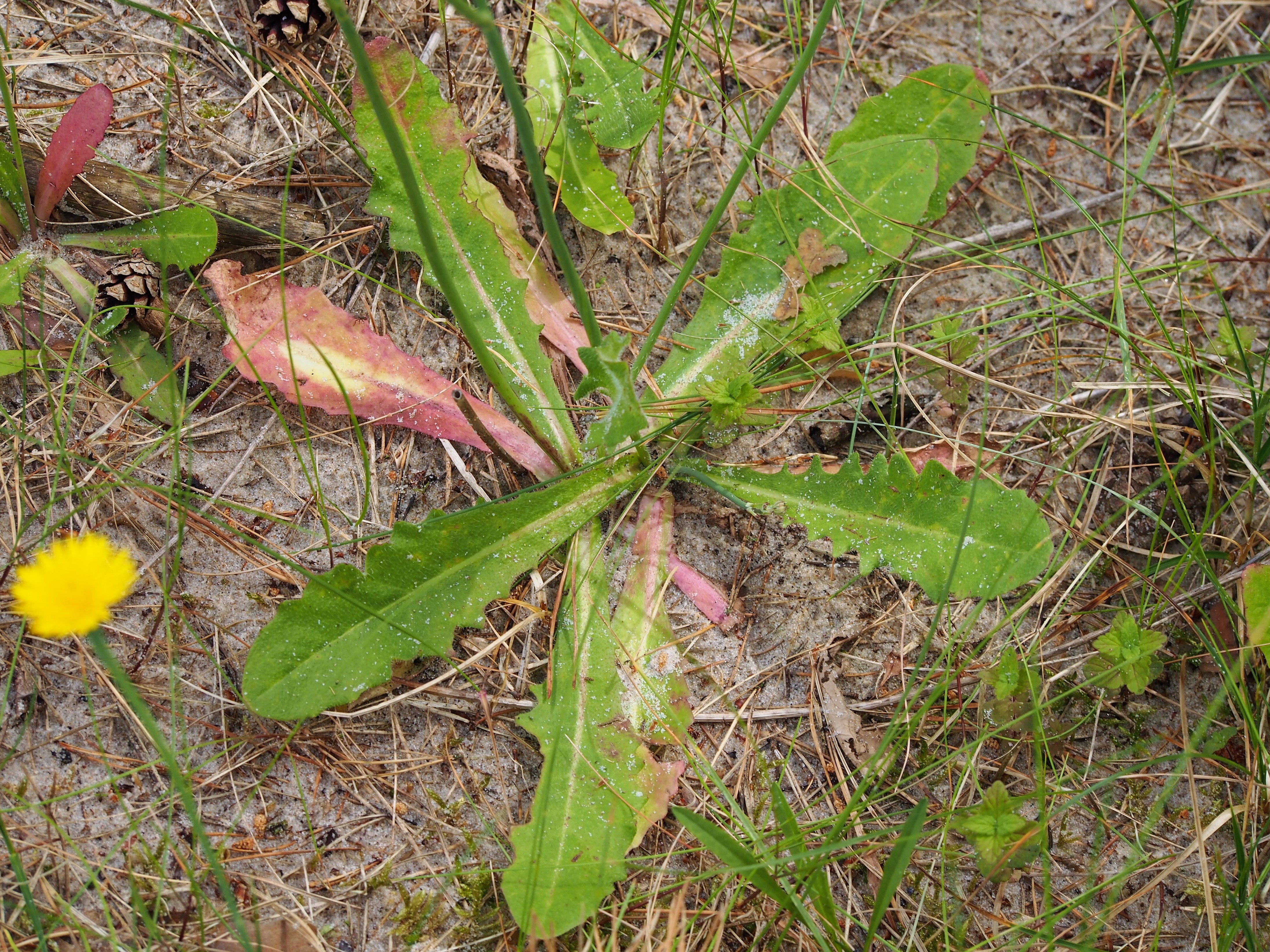
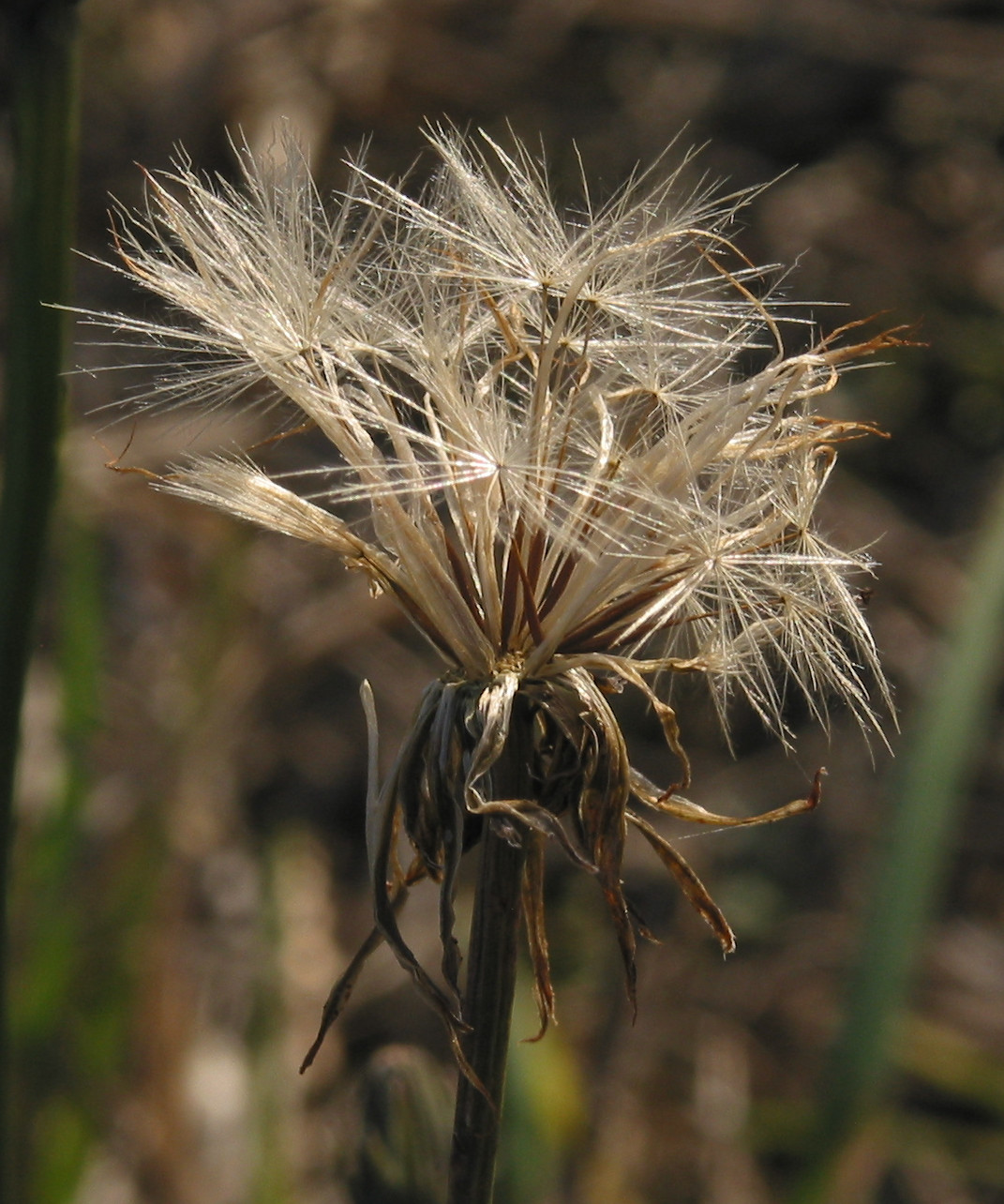
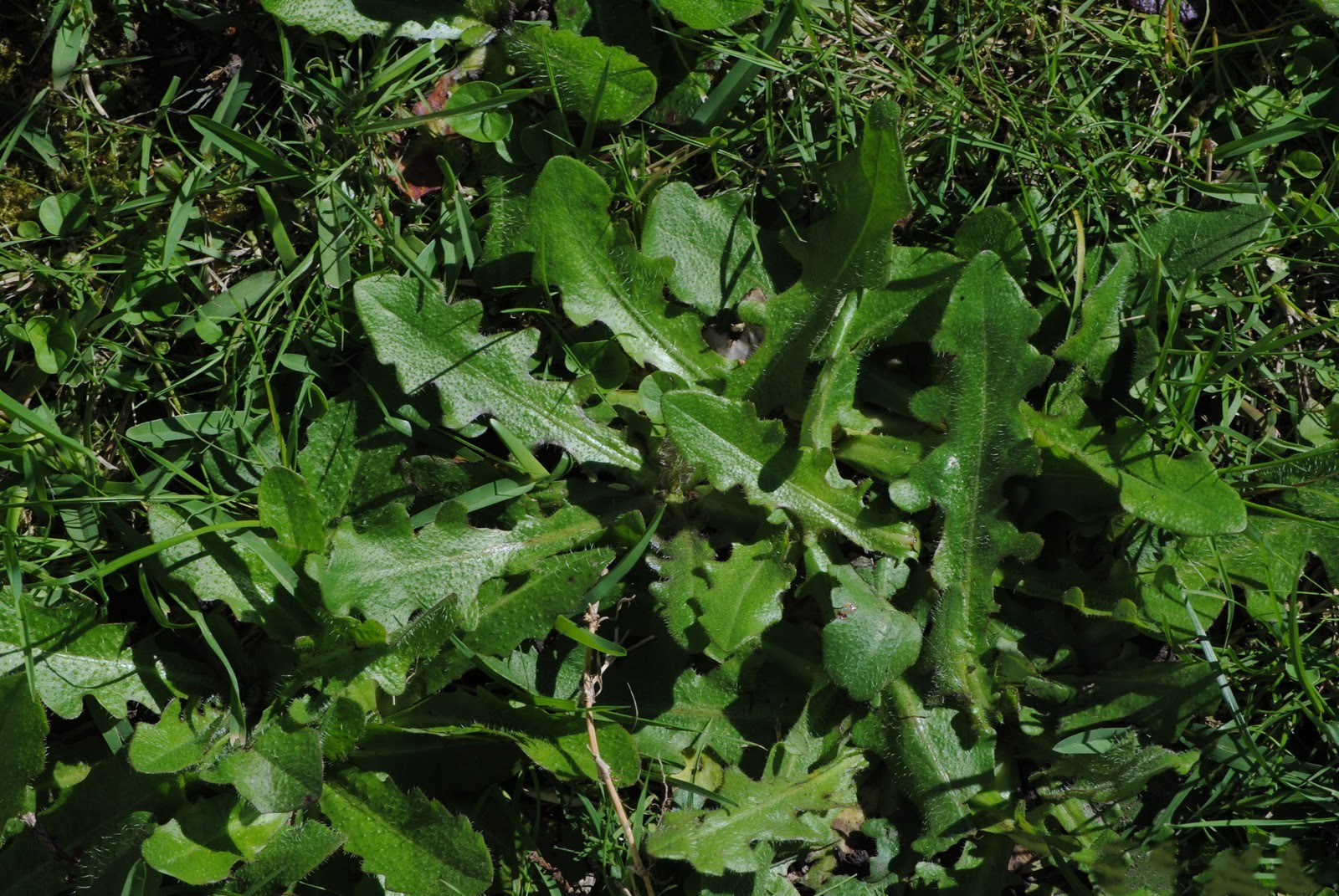
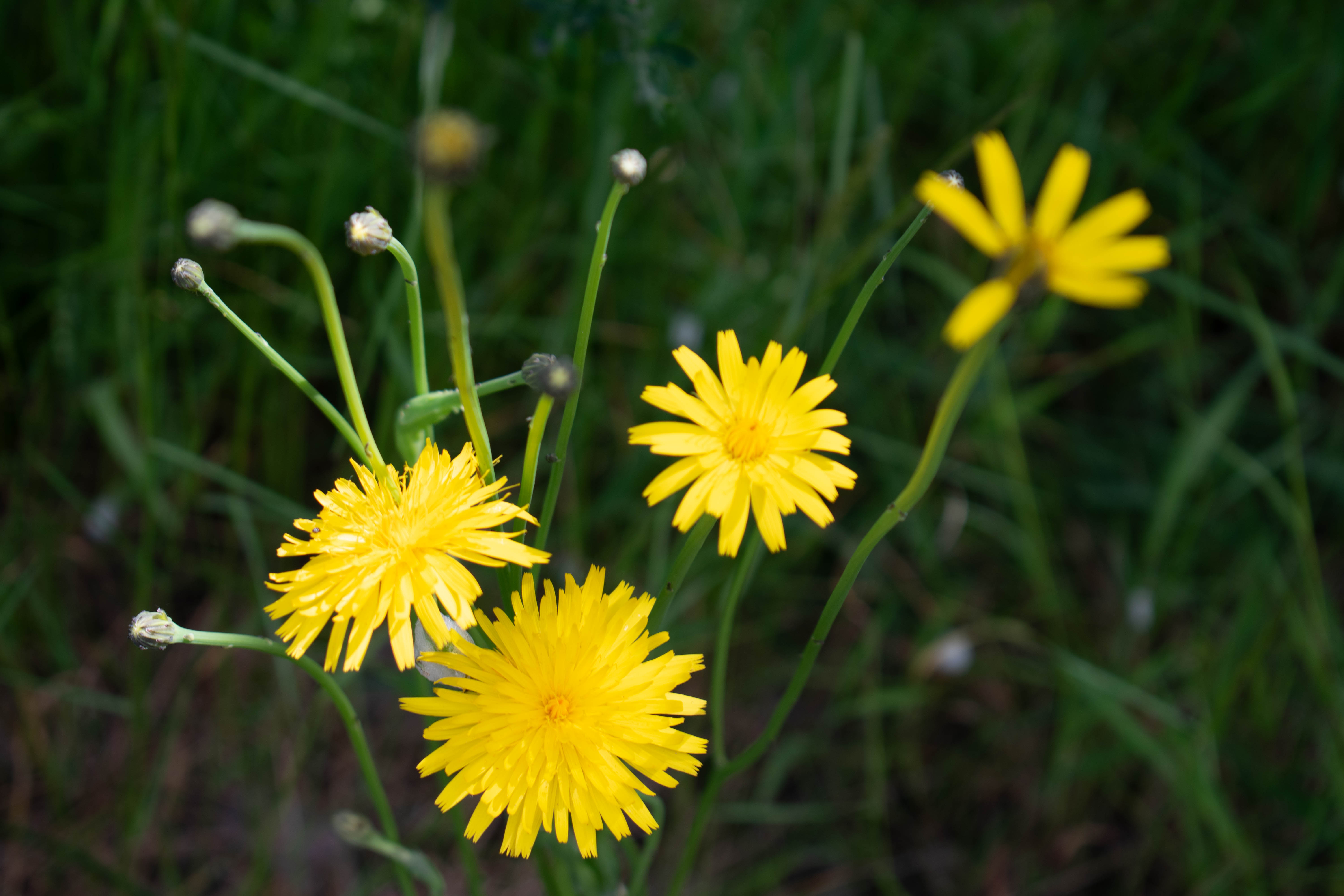
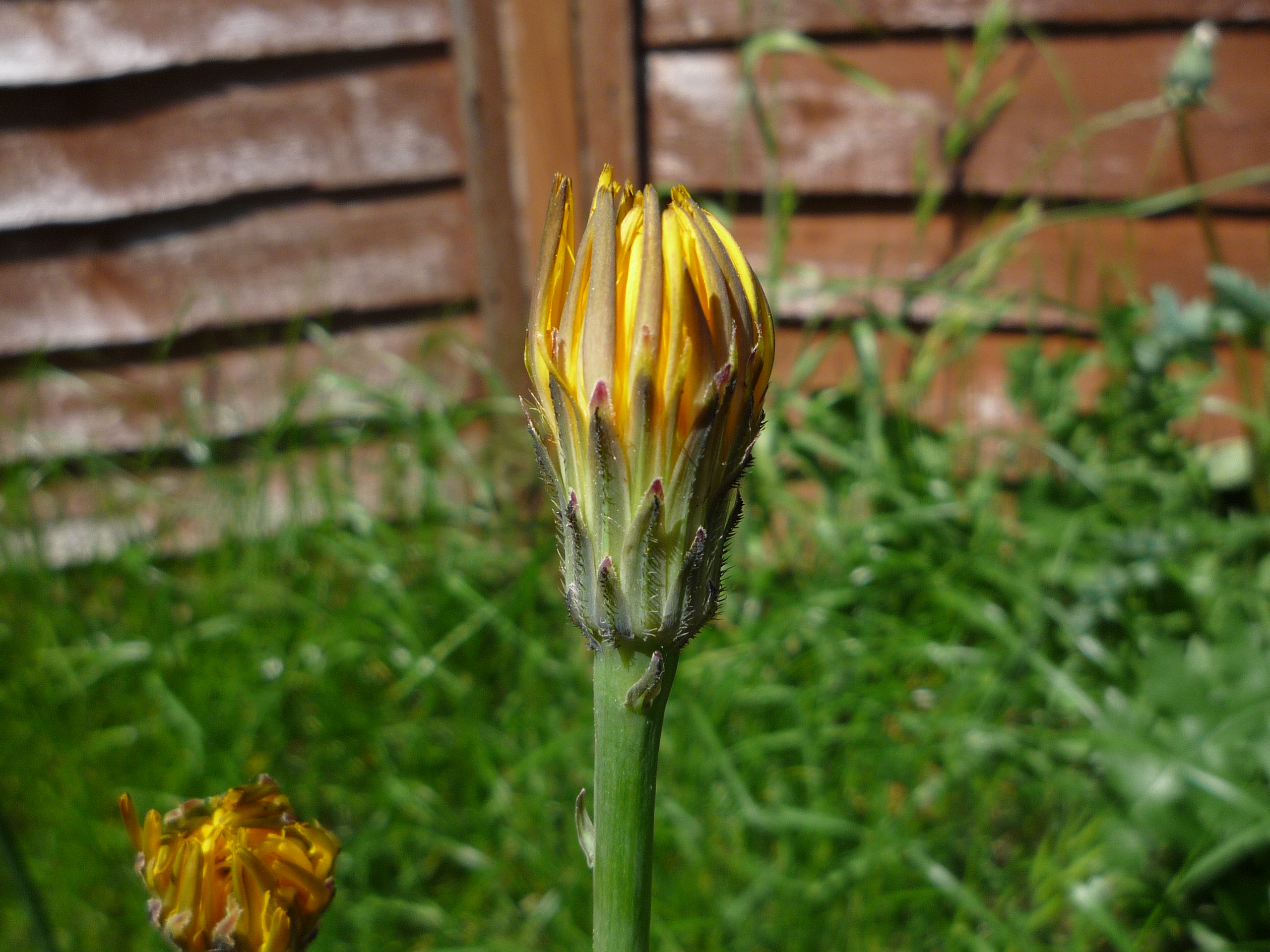
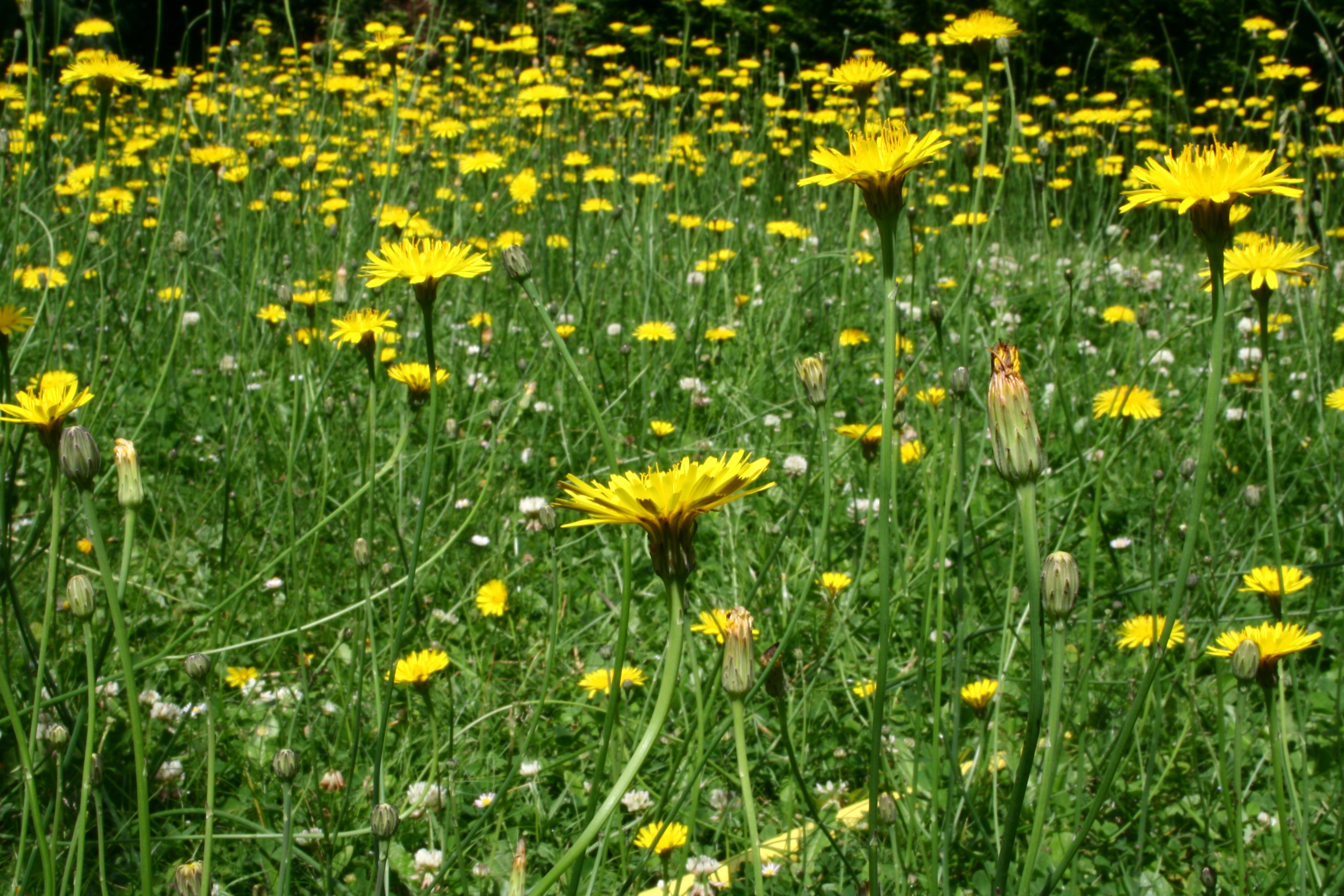
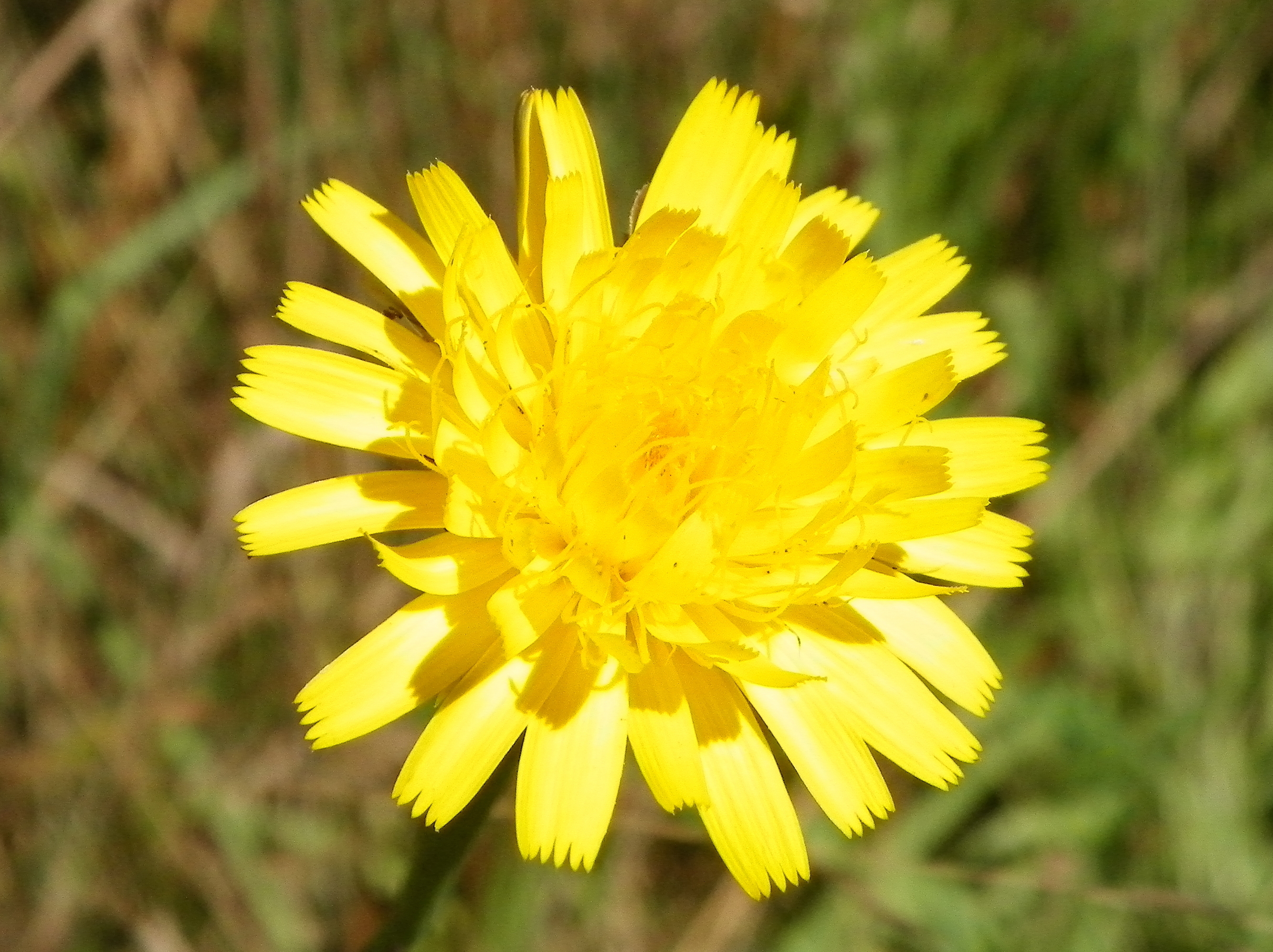
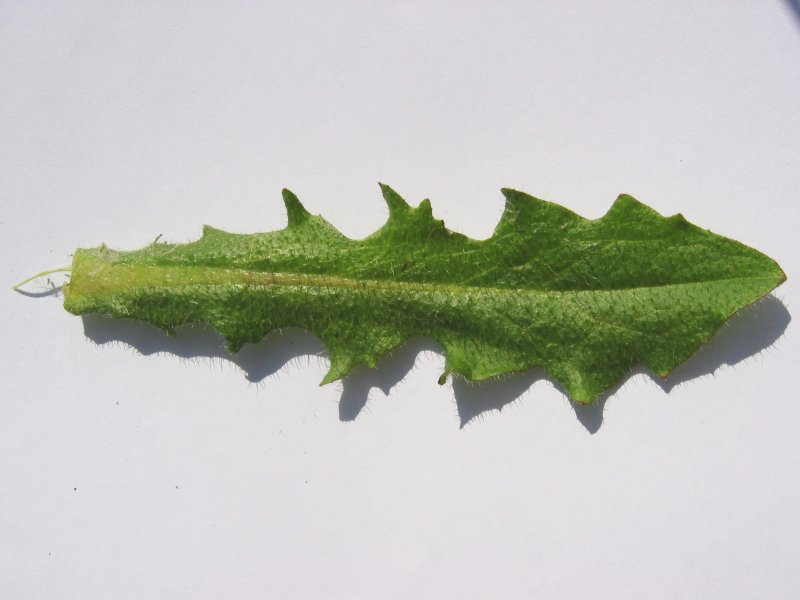
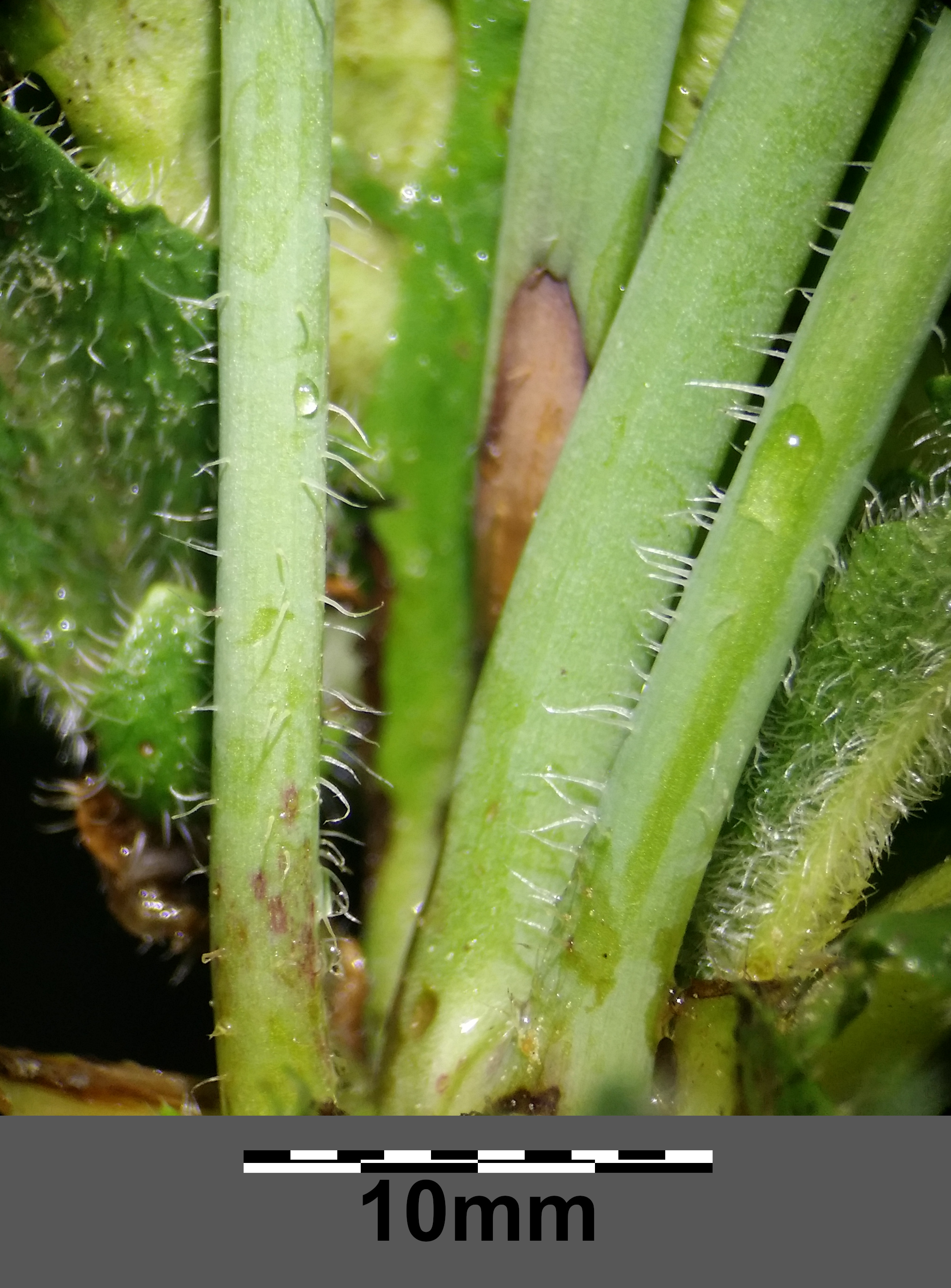

## روابط خارجية
- الملف التعريفي لنباتات وزارة الزراعة الأمريكية
- منخفض، تيم. الأعشاب البرية في أستراليا ونيوزيلندا. الطبعة القس أنجوس وروبرتسون، 1991.(ردمك 0-207-17001-0)رقم الكتاب الدولي المعياري 0-207-17001-0 .

صورة لعينة عشبية في حديقة ميسوري النباتية، تم جمعها في البرازيل عام 1995.